# NN-46
La carretera NN-46 es una vía departamental secundaria que recorre el norte del departamento de Nueva Segovia en Nicaragua, uniendo los municipios de Macuelizo y Quilalí. La vía sirve como una conexión complementaria a la NIC-27, facilitando el tránsito hacia áreas rurales y de montaña.

## Trazado y cruces
La carretera NN-46 atraviesa la zona nororiental del departamento y conecta las siguientes localidades:
| km   | Localidad   | Departamento  | Conexión / Ruta            |
| ---- | ----------- | ------------- | -------------------------- |
| 0    | Macuelizo   | Nueva Segovia | NIC 27                     |
| 5,8  | El Porvenir | Nueva Segovia | Camino local               |
| 14,3 | Quilalí     | Nueva Segovia | Vía municipal hacia Wiwilí |

## Coordenadas
Uno de los tramos de la NN-46 puede ser encontrado en las coordenadas: 13°41′33″N 86°07′59″O / 13.6924, -86.1330